# Tratado de Frankfurt (1539)
O Tratado de Frankfurt, também conhecido como Trégua de Frankfurt, foi um acordo formal de paz entre Carlos V, Sacro Imperador Romano e protestantes em 19 de abril de 1539. As partes se encontraram em Frankfurt-on-the-Main, e os luteranos foram representados por Philip Melanchthon. O tratado declarava que o imperador não tomaria nenhuma ação violenta contra os protestantes, que haviam formado uma aliança conhecida como Liga Schmalkaldic, por quinze meses a partir de 1º de maio; durante esse tempo, ambas as partes poderiam tentar resolver as diferenças em suas confissões. Como resultado dessa paz, a Liga Schmalkaldic perdeu a proteção da França.